# Elizabeth Buchanan Cowley
Elizabeth Buchanan Cowley (Allegheny, Pensilvânia, 22 de maio de 1874 – Fort Lauderdale, 13 de abril de 1945) foi uma matemática estadunidense.

## Vida
Cowley nasceu em Allegheny, Pensilvânia, em 22 de maio de 1874. Teve quatro irmãos, mas eles e seu pai morreram todos por volta de 1900. Sua mãe, Mary Junkin Buchanan Cowley, foi mais tarde membro do Conselho de Educação Pública de Pittsburgh, sendo a Mary J. Cowley School em Pittsburgh denominada em sua memória. Seu avô James Galloway Buchanan (pai de Mary Cowley), foi um cirurgião do Exército da União.
Cowley obteve o grau de bacharel em 1893 na Indiana State Normal School of Pennsylvania, e tornou-se uma professora escolar. Obteve um segundo bacharelado em 1901 e um mestrado em 1902 no Vassar College, onde tornou-se uma instrutora, estudando matemática avançada durante os verões na Universidade de Chicago. Em 1908 obteve um doutorado na Universidade Columbia. Sua tese, sobre curvas algébricas, foi orientada foi Cassius Jackson Keyser; foi a quarta mulher a obter um doutorado na Universidade Columbia. Continuando a trabalhar em Vassar, foi promovida a professora assistente em 1913 e professora associada em 1916.
Encerrou sua carreira de professora em 1938, padeceu de um derrame em 1941, e morreu em 13 de abril de 1945 em Fort Lauderdale.
Cowley foi membro da Mathematical Association of America. Foi palestrante convidada do Congresso Internacional de Matemáticos em Zurique (1932), onde palestrou sobre educação matemática. Foi também membro da American Mathematical Society, Associação dos Matemáticos da Alemanha e Circolo Matematico di Palermo.